# John Atkinson Grimshaw

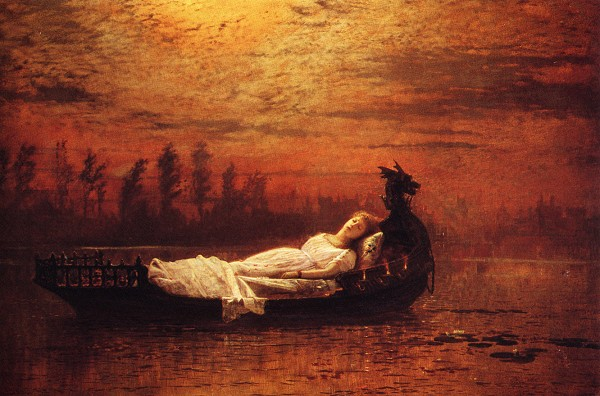
Pani z Shalott – praca inspirowana twórczością prerafaelitów.

John Atkinson Grimshaw (ur. 6 września 1836 w Leeds, zm. 13 października 1893 tamże) – angielski malarz wiktoriański tworzący pod wpływem prerafaelitów.

## Życiorys
Nie posiadał formalnego wykształcenia malarskiego, jednak osiągnął znaczną popularność i sporadycznie wystawiał w Royal Academy. Większą część życia mieszkał i tworzył w Leeds. Malował początkowo martwe natury, później głównie miejskie pejzaże, sceny nocne i marynistyczne. Najbardziej cenione są jego nocne pejzaże Glasgow, Liverpoolu, Leeds, Scarborougha, Whitby i Londynu. Są to romantyczne i tajemnicze przedstawienia miejskich ulic i nabrzeży portów, oświetlone nikłym światłem lamp gazowych lub księżyca. Interesował się fotografią, często wykorzystując zdjęcia podczas malowania. Sporadycznie poruszał również tematy literackie i historyczne.
Atkinson Grimshaw był żonaty z Fanny Grimshaw, z którą miał piętnaścioro dzieci. Dwóch jego synów Arthur (1868–1913) i Louis (1870–1943) naśladowało jego styl, jednak nie osiągnęli podobnej popularności.

## Galeria

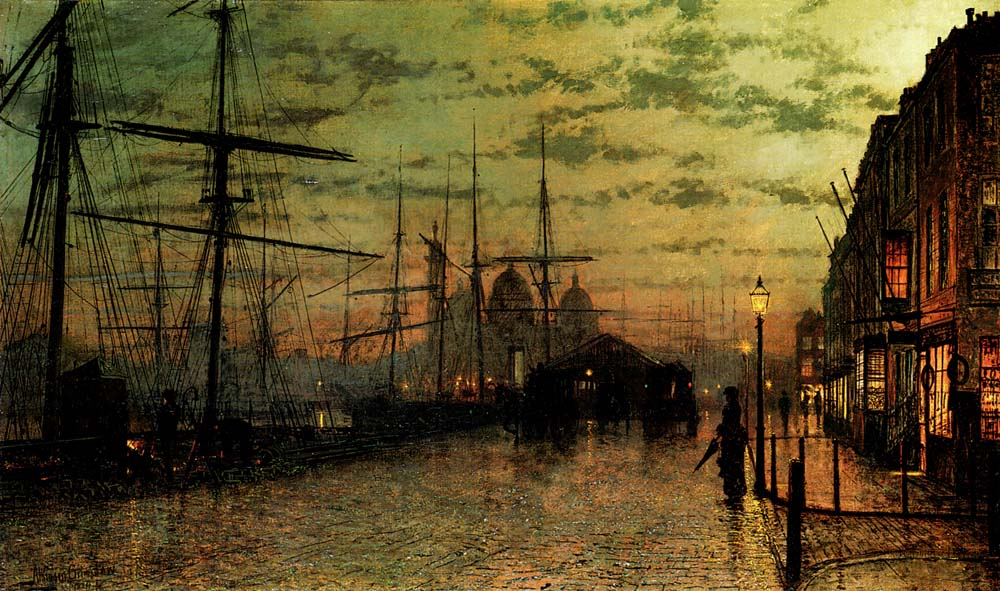
Humber Docks, Hull
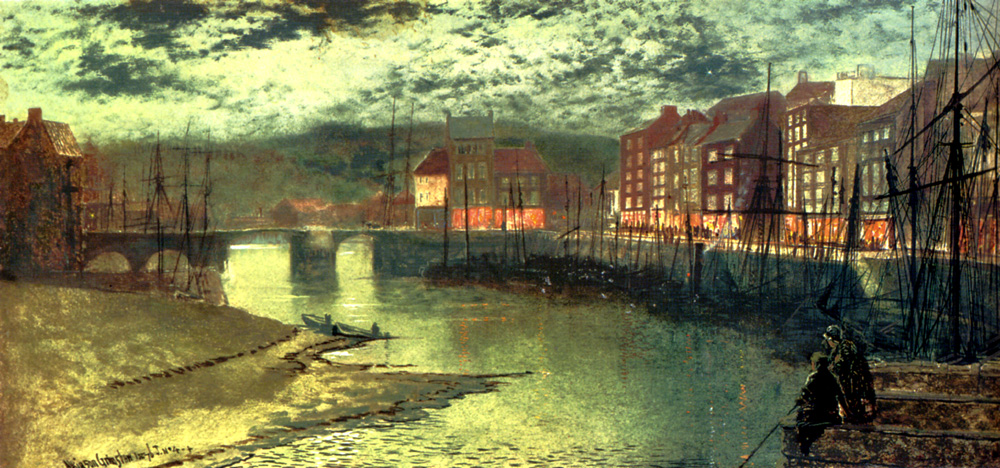
Whitby Docks
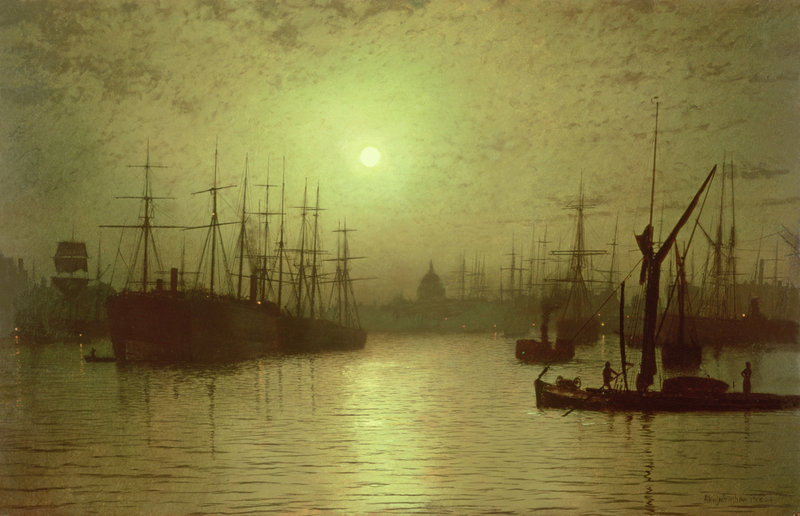
Nightfall down the Thames
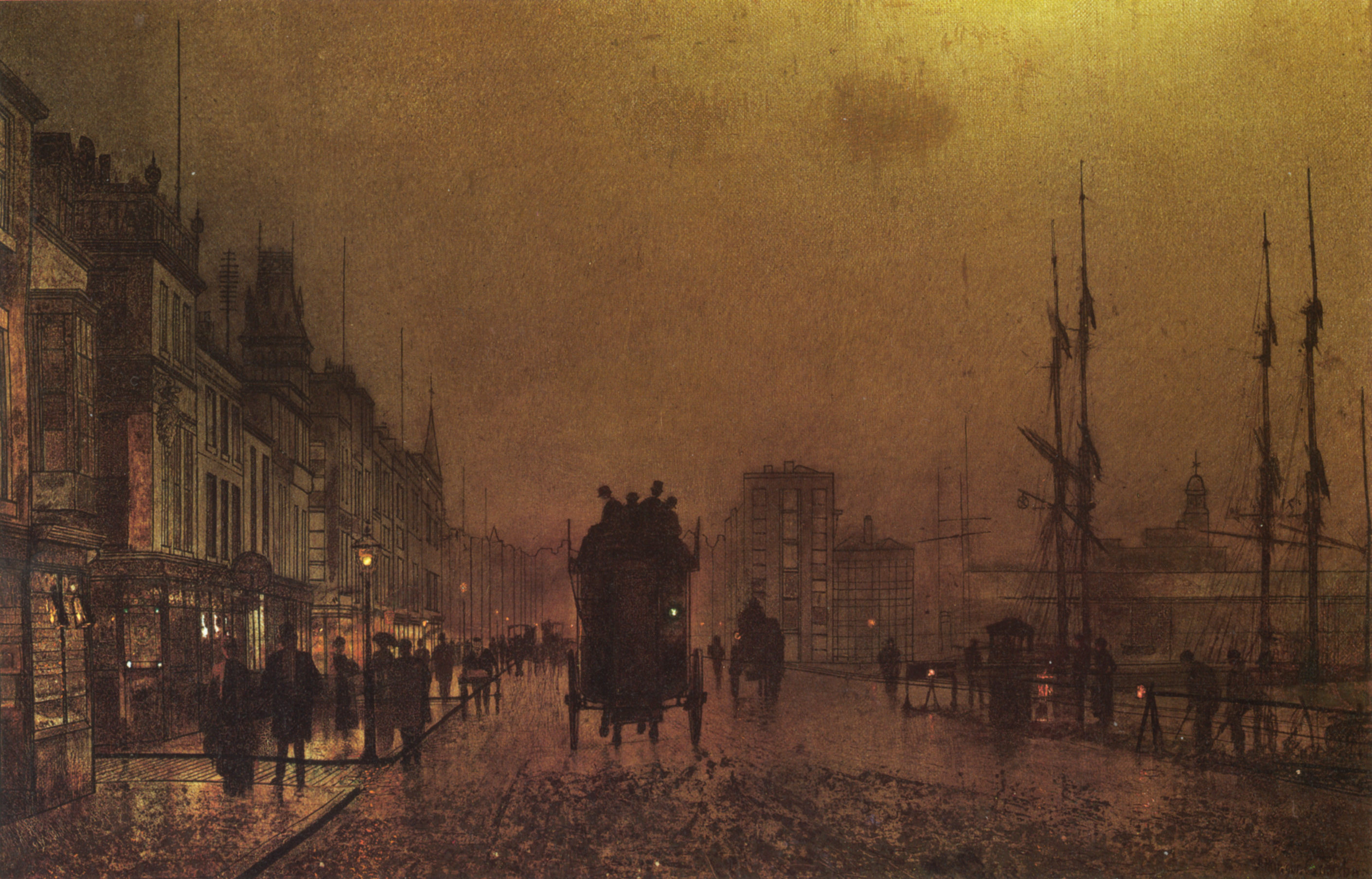
Glasgow Docks